# Bartolomeo Sacchi
Pour les articles homonymes, voir Sacchi.

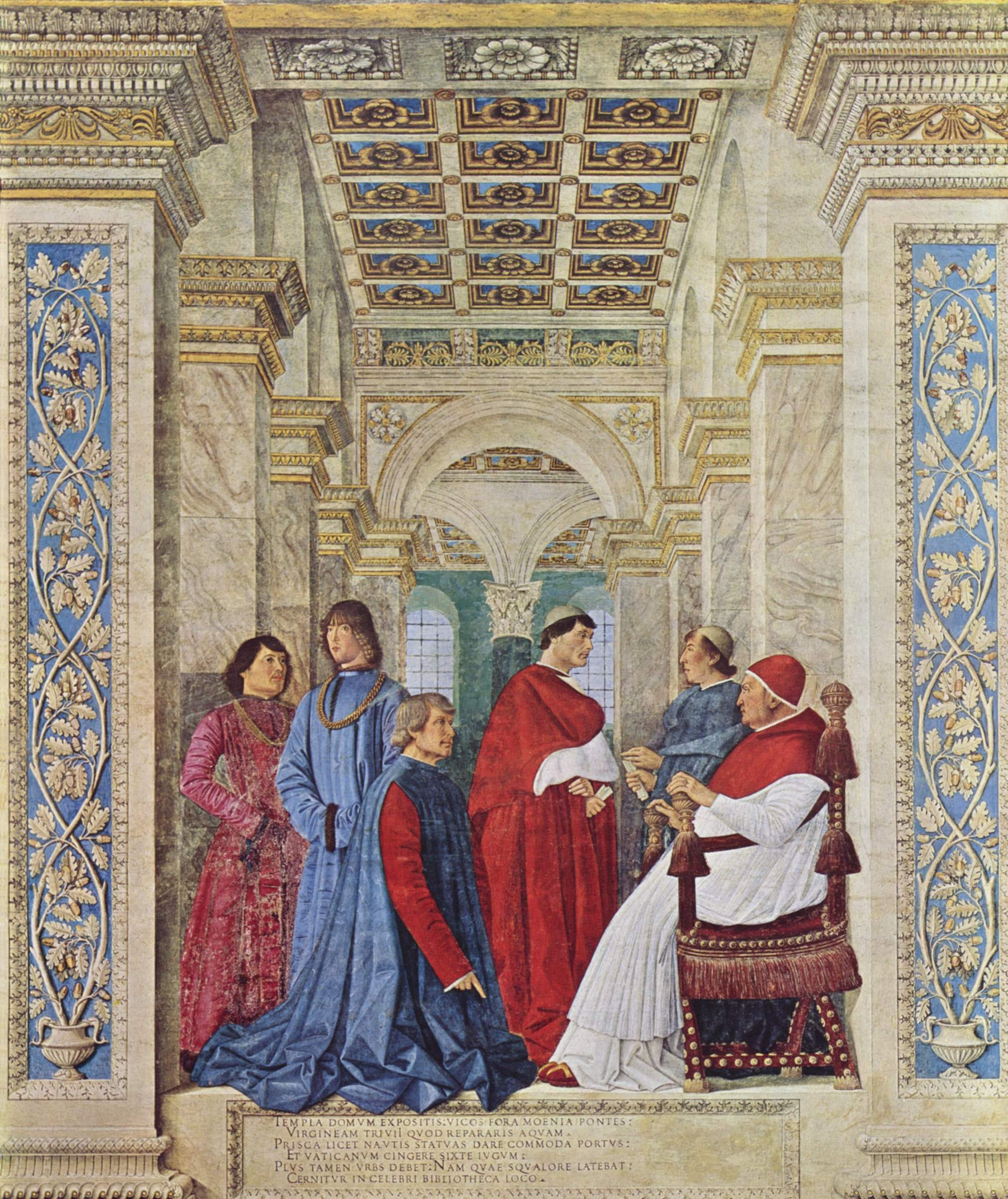
Sixte IV nommant l'humaniste Platina conservateur de la Bibliothèque du Vatican, tableau de Melozzo da Forlì, 1477 (Pinacoteca Vaticana)

Bartolomeo Sacchi, dit « Platine » (il Platina) (né en 1421 à Piadena, village proche de Crémone, en Lombardie, dont le nom latin, Platina, est à l'origine de son surnom et mort le 21 septembre 1481 à Rome) est un humaniste, écrivain et gastronome italien de la Renaissance.

## Biographie
Dans sa jeunesse, Bartolomeo Sacchi entame une carrière militaire, mais il s'oriente rapidement vers les sciences humaines, avec comme guide, entre autres, Victorin de Feltre.
Il commence sa carrière en 1453 comme précepteur des enfants de Louis III Gonzague.
En 1457, il se rend à Florence pour suivre les cours d'Argyropoulos et se lie d'amitié avec les humanistes de Florence, puis devient précepteur chez les Médicis.
Il ne fut pas seulement un éducateur mais aussi un humaniste de la Renaissance, étudiant la littérature et les traditions populaires : vers la fin de l'année 1461, il s'installe à Rome au service du jeune cardinal Francesco Gonzaga, en qualité de secrétaire ; il devient ensuite abréviateur des papes Pie II et Paul II avec un succès mitigé : en 1467 il est emprisonné et torturé, sous l'accusation de complot contre le pape, et aussi d'avoir eu, de concert avec d'autres abréviateurs, des idéaux païens.
Acquitté à l'issue de son procès au début de l'an 1469, il voit la fortune lui sourire à nouveau sous le pontificat de Sixte IV, qui le nomme,  le 15 juin 1475, directeur de la Bibliothèque du Vatican où il écrit le Liber de vita Christi ac omnium Pontificum, collection de biographies des papes  qui avaient vécu jusqu'alors. À la même époque, il publie plusieurs ouvrages : De principe,  De vera nobilitate  et De falso et vero et bono.

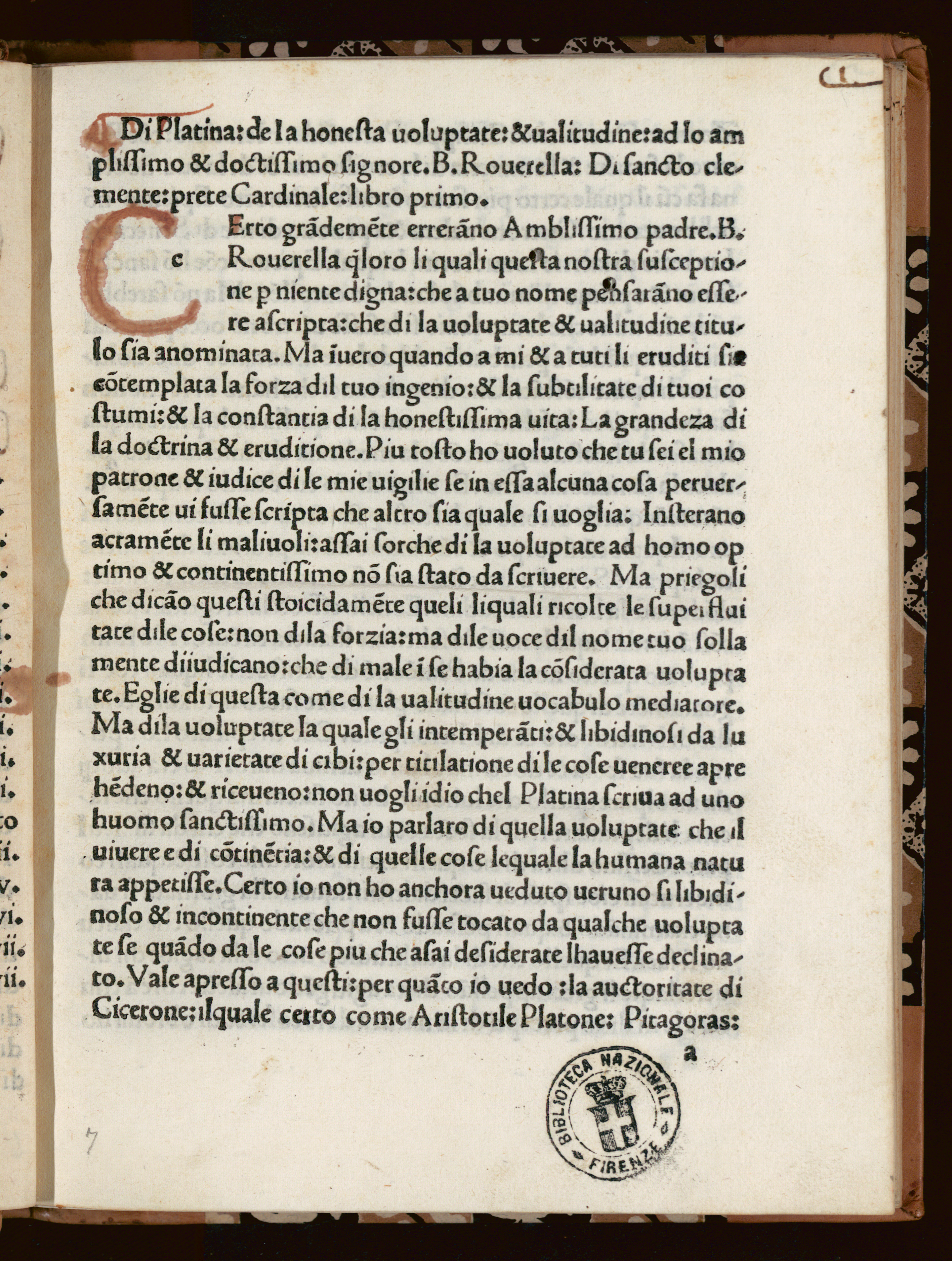
De honesta voluptate et valetudine

Sa principale œuvre, son De honesta voluptate et valetudine, est un bref traité de gastronomie. De honesta voluptate et valetudine, rédigé avant 1467, a été imprimé pour la première fois à Rome par Han en 1473 et 1475 (beaucoup penchent pour 1474), de façon anonyme et sans notes typographiques, et peu après, en 1475, à Venise (Platine de honesta voluptate et valetudine, Venetiis: Laurentius de Aquila, 1475) avec l'indication de l'auteur et notes typographiques. L'édition la plus « correcte », parmi les plus anciennes, selon l'italianiste Emilio Faccioli, reste celle publiée à Cividale del Friuli en 1480, premier ouvrage imprimé par Gerardo da Fiandra dans le Frioul. Dans cet ouvrage, Platine transcrit en latin toutes les recettes - écrites à l'origine en  langue vulgaire - de Maestro Martino, qui est le cuisinier le plus célèbre du XVe siècle dont Platine loue l'inventivité, le talent et la culture. La force iconoclaste de Martino pousse Platine à des analyses aussi inédites que futuristes, sur la gastronomie, le régime alimentaire, la valeur des nourritures « du terroir », et même sur l'utilité d'une activité physique régulière. Cette édition de 1480 a été réimprimée en fac-similé en 1994 par la Società Filologica Friulana (Société philologique du Frioul).
En tant que préfet de la Bibliothèque du Vatican, dans une lettre datée de 1481, peu avant sa mort, il recommande le sculpteur Andrea Bregno à Laurent de Médicis afin qu'il puisse transporter à travers le territoire florentin jusqu'à Sienne des blocs de marbre pour la chapelle qui lui avait commandée le cardinal de Sienne. En effet, entre 1481 et 1485, Bregno travailla à la Chapelle Piccolomini, qu'il signa « Opus Andreae Mediolanensis MCCCCLXXXV », pour le compte du cardinal Francesco Todeschini Piccolomini, élu par la suite pape sous le nom de Pie III ; le  maître-autel en l'honneur d'Enea Silvio Piccolomini (Pie II) est calqué sur celui des Borgia.

## Œuvres publiées
- Contra amores (« Contre les amours », 1471).
- De honesta voluptate et valitudine (« Du plaisir honorable et de la santé », vers 1467[4], imprimé en 1474).
- Vitæ Pontificum (« Vies des papes », 1479).
- Historia inclita urbis Mantuæ et serenissimæ familiæ Gonzagæ (« Histoire illustre de la ville de Mantoue et de la sérénissime famille Gonzague »).